# Graham Gardner
Graham Gardner (* 1975 in Kidderminster, Worcestershire, England) ist ein britischer Schriftsteller.
Er wurde als zweitältestes von zehn Kindern geboren.
Gardner studierte Geographie an der University of Wales, Aberystwyth und ist auch heute noch in der akademischen Forschung tätig.
Für sein Erstlingswerk Inventing Elliot (dt.:Im Schatten der Wächter) wurde er 2005 mit dem Deutschen Jugendliteraturpreis der Jugendjury ausgezeichnet.

## Veröffentlichungen (Auswahl)
- Im Schatten der Wächter, Stuttgart : Verlag Freies Geistesleben, 2017, ISBN 978-3-7725-2836-1
- Finn finds fun!, Richmond : Belle Isle Books, 2016, ISBN 978-1-93-993041-5
- The St Marylebone School : a History, Oxford : Osprey Publishing Ltd, 2013, ISBN 978-0-74-781469-6
- Inventing Elliot, Stuttgart : Reclam-Verlag, 2011, ISBN 978-3-15-019720-2